# In einer Nacht
In einer Nacht (en une nuit) sous-titré « Träume und Erlebnisse » (rêves et expériences vécues)  opus 15, est un cycle de quatorze pièces pour piano de Paul Hindemith. Composé entre 1917 et 1919, le premier opus pour piano du compositeur reste inédit.

## Structure
1. Müdigkeiten (lassitudes)
2. Sehr langsam (très lent)
3. Phantastisches duett zweier Baüme vor dem Fenster (duo fantastique de deux arbres devant la fenêtre)
4. Rufe in der horchenden Nacht (appels dans la nuit qui écoute)
5. Ziemlich schnelle Achtel (assez rapide)
6. Sehr lebhaft, flimmernd (très vif, scintillant)
7. Nervosität (fébrilité)
8. Scherzo
9. Programm-Musik: Kuchuk und Uhu (programme musical: le coucou et le hibou)
10. In der Art eines langsamen Menuetts (à l'allure d'un menuet lent)
11. Prestissimo
12. Böser traum (mauvais rêve): d'après un thème de Rigoletto de Verdi
13. Fox-trot
14. Double-fugue avec strettes

## Source
- François-René Tranchefort, Guide de la musique de piano et clavecin éd.Fayard p.411